# Roland MC-808

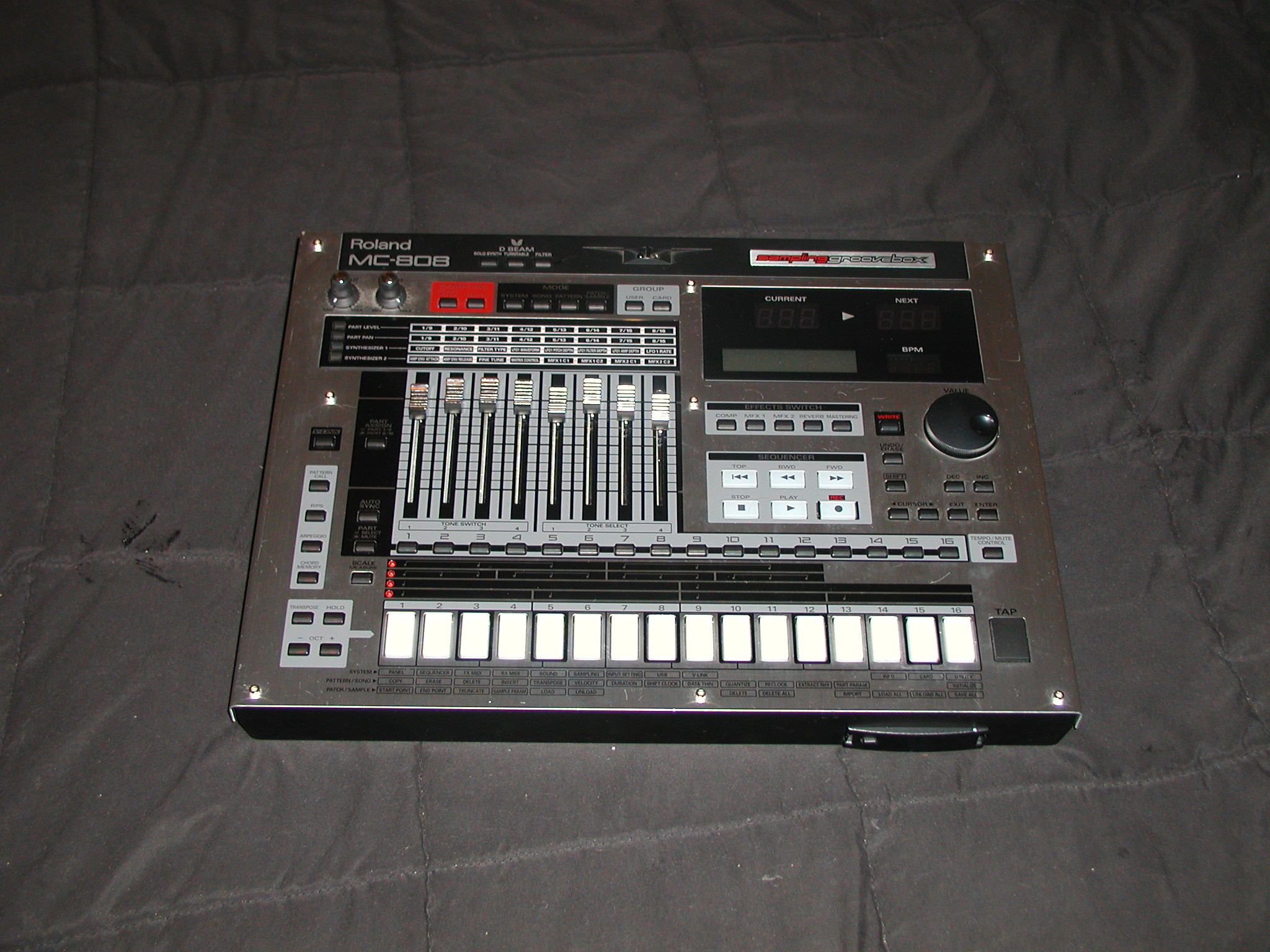
Roland MC 808.

Le MC-808 est une groovebox de la société Roland Corporation.
Elle avait été annoncée en 2006 lors du NAMM. Elle succède au MC-303 et aux modèles qui ont suivi, MC-307 MC-505 et MC-909.
Elle dispose d'une polyphonie de 128 notes, et de 1 024 patchs en ROM auxquels s'ajoutent 256 patchs en RAM, éditable par un grand écran LCD, mais aussi via un port USB à partir d'un ordinateur.
Le séquenceur peut gérer jusqu'à 16 pistes. Le MC-808 peut importer et exporter des échantillons au format WAV ou AIFF.
On peut entendre le MC-808 par exemple dans l'album Téo & Téa de Jean-Michel Jarre.